# قائمة رؤساء جمهورية الكونغو
هذه قائمة برؤساء جمهورية الكونغو منذ تشكيل منصب الرئيس في عام 1960، حتى يومنا هذا.
شغل منصب الرئيس لجمهورية الكونغو حتى الآن ستة أشخاص (دون حساب رئيس واحد بالنيابة / رئيس مؤقت ورئاستين جماعيتين). بالإضافة إلى ذلك، خدم ديني ساسو نغيسو، في فترتين رئاسيتين غير متعاقبتين.

## المفتاح
الأحزاب السياسية
- الاتحاد الديمقراطي للدفاع عن المصالح الأفريقية (UDDIA)

- الحركة الوطنية للثورة (MNR)

- حزب العمل الكونغولي (PCT)

- الاتحاد الأفريقي من أجل الديمقراطية الاجتماعية (UPADS)

الفصائل الأخرى
- الجيش

الحالة
- يشير إلى رئيس الدولة بالنيابة / المؤقت

## رؤساء جمهورية الكونغو

### جمهورية الكونغو
| الترتيب | الترتيب | صورة | الإسم (الميلاد–الوفاة)          | مدة الخدمة | مدة الخدمة    | مدة الخدمة              | مدة الخدمة       | الحزب السياسي                                          |
| الترتيب | الترتيب | صورة | الإسم (الميلاد–الوفاة)          | انتُخِب      | تولى المنصب   | غادر المنصب             | مدة الحكم        | الحزب السياسي                                          |
| ------- | ------- | ---- | ------------------------------- | ---------- | ------------- | ----------------------- | ---------------- | ------------------------------------------------------ |
|         | 1       |      | فولبير يولو (1917–1972)         | 1961       | 15 أغسطس 1960 | 15 أغسطس 1963 (Deposed) | 3 سنوات و0 أيام  | الاتحاد الديمقراطي للدفاع عن المصالح الأفريقية (UDDIA) |
|         | 2       |      | ألفونس ماسامبا-ديبا (1921–1977) | —          | 16 أغسطس 1963 | 4 سبتمبر 1968 (خلع)     | 5 سنوات و19 أيام | الحركة الوطنية للثورة                                  |
|         | —       |      | ألفريد راؤول (1930–1999)        | —          | 5 سبتمبر 1968 | 1 يناير 1969            | 118 أيام         | الجيش                                                  |
|         | 3       |      | ماريان نغوابي (1938–1977)       | —          | 1 يناير 1969  | 3 يناير 1970            | 1 سنة و2 أيام    | الجيش / حزب العمل الكونغولي (PCT)                      |

### جمهورية الكونغو الشعبية
| الترتيب | الترتيب | صورة | الإسم (الميلاد–الوفاة)                                                     | مدة الخدمة    | مدة الخدمة                | مدة الخدمة        | الحزب السياسي                     |
| الترتيب | الترتيب | صورة | الإسم (الميلاد–الوفاة)                                                     | تولى المنصب   | غادر المنصب               | مدة الحكم         | الحزب السياسي                     |
| ------- | ------- | ---- | -------------------------------------------------------------------------- | ------------- | ------------------------- | ----------------- | --------------------------------- |
|         | (3)     |      | ماريان نغوابي (1938–1977)                                                  | 3 يناير 1970  | 18 مارس 1977 (تم اغتياله) | 7 سنوات و74 أيام  | الجيش / حزب العمل الكونغولي(PCT)  |
|         | —       |      | اللجنة العسكرية لحزب العمل الكونغولي رئيسها : جاك يواكيم يومبي أوبانغو     | 18 مارس 1977  | 3 أبريل 1977              | 16 أيام           | الجيش / حزب العمل الكونغولي (PCT) |
|         | 4       |      | جاك يواكيم يومبي أوبانغو (1939–2020)                                       | 3 أبريل 1977  | 5 فبرابر 1979 (تقاعد)     | 1 سنة و308 أيام   | الجيش / حزب العمل الكونغولي (PCT) |
|         | —       |      | رئاسة اللجنة المركزية لحزب العمل الكونغولي رئيسها: جون بيير ثيستير تشيكايا | 5 فبراير 1979 | 8 فبراير 1979             | 3 أيام            | حزب العمل الكونغولي (PCT)         |
|         | 5       |      | ديني ساسو نغيسو (1943–)                                                    | 8 فبراير 1979 | 15 مارس 1992              | 13 سنوات و36 أيام | الجيش / حزب العمل الكونغولي (PCT) |

### جمهورية الكونغو
| الترتيب | صورة | الاسم (الميلاد–الوفاة)        | مدة الخدمة          | مدة الخدمة     | مدة الخدمة           | مدة الخدمة         | الحزب السياسي                           | رئيس الوزراء                                                                 |
| الترتيب | صورة | الاسم (الميلاد–الوفاة)        | الانتخابات          | تولى المنصب    | غادر المنصب          | مدةالحكم           | الحزب السياسي                           | رئيس الوزراء                                                                 |
| ------- | ---- | ----------------------------- | ------------------- | -------------- | -------------------- | ------------------ | --------------------------------------- | ---------------------------------------------------------------------------- |
| (5)     |      | ديني ساسو نغيسو (مواليد 1943) | —                   | 15 مارس 1992   | 31 أغسطس 1992        | 169 أيام           | حزب العمال الكونغولي ‏                   | ميلونغو                                                                      |
| 6       |      | باسكال ليسوبا (1931–2020)     | 1992                | 31 أغسطس 1992  | 25 أكتوبر 1997 (خلع) | 5 سنوات و55 أيام   | الاتحاد الإفريقي للديمقراطية الاجتماعية | ميلونغو Bongho-Nouarra Dacosta جاك يواكيم يومبي أوبانغو Ganao برنارد كوليلاس |
| (5)     |      | ديني ساسو نغيسو (مواليد 1943) | 2002 2009 2016 2021 | 25 أكتوبر 1997 | في المنصب            | 27 سنوات و147 أيام | حزب العمال الكونغولي ‏                   | Mvouba Mouamba Collinet Makosso                                              |

## الانتخابات الأخيرة
| المرشح                          | المرشح                          | الحزب                                | الأصوات   | %      |
| ------------------------------- | ------------------------------- | ------------------------------------ | --------- | ------ |
|                                 | ديني ساسو نغيسو                 | حزب العمال الكونغولي ‏                | 1٬539٬725 | 88.40  |
|                                 | غي بريس بيرفكت كوليلاس          | اتحاد الديمقراطيين الإنسانيين - يوكي | 138٬561   | 7.96   |
|                                 | Mathias Dzon                    | الاتحاد الوطني للتجديد الوطني        | 33٬497    | 1.92   |
|                                 | Joseph Kignoumbi Kia Mboungou   | لا شاين                              | 10٬718    | 0.62   |
|                                 | ديف مافولا                      | حزب ذوي السيادة                      | 9٬143     | 0.52   |
|                                 | ألبرت أونيانغي                  | مستقل                                | 6٬977     | 0.40   |
|                                 | أنغيوس نغانغويا إنغامبي         | حزب العمل من أجل الجمهورية           | 3٬157     | 0.18   |
| المجموع                         | المجموع                         | المجموع                              | 1٬741٬778 | 100.00 |
|                                 |                                 |                                      |           |        |
| الأصوات الصحيحة                 | الأصوات الصحيحة                 | الأصوات الصحيحة                      | 1٬741٬778 | 98.03  |
| الأصوات الباطلة والفارغة        | الأصوات الباطلة والفارغة        | الأصوات الباطلة والفارغة             | 35٬008    | 1.97   |
| مجموع الأصوات                   | مجموع الأصوات                   | مجموع الأصوات                        | 1٬776٬786 | 100.00 |
| الناخبين المسجلين ومعدل الإقبال | الناخبين المسجلين ومعدل الإقبال | الناخبين المسجلين ومعدل الإقبال      | 2٬645٬283 | 67.17  |
| المصدر: Constitutional Court    |                                 |                                      |           |        |

## هوامش
1. ↑  Styled as Chairman of the National Council of the Revolution until 19 December 1963